# 北馬込
北馬込（きたまごめ）は、東京都大田区の町名。現行行政地名は北馬込一丁目および北馬込二丁目。直角三角形のような形をした地域である。面積は0.34km2。住居表示実施済区域。

## 地理
東京都大田区の北部に位置している。北側は品川区中延との区境になり、南側は環七通り（東京都道318号環状七号線）を境に大田区中馬込と接し、東側は国道1号を境に大田区東馬込となる。また、東南の端にある環七通りと国道1号の立体交差である松原橋は渋滞箇所であり、2006年（平成18年）度の二酸化窒素（NO2）排出量で全国ワースト3にランクされる。東部には、都営地下鉄浅草線の馬込駅がある。

### 地価
住宅地の地価は、2025年（令和7年）1月1日の公示地価によれば、北馬込1-25-5の地点で63万6000円/m2となっている。

## 歴史
- 1969年11月16日 - 佐藤首相訪米反対デモに参加していた国学院大学反帝学評の学生が、占拠した路線バスで環状7号線を封鎖、火炎瓶を投げて放火する暴動を起こした[6]。

## 世帯数と人口
2024年（令和6年）4月1日現在（東京都発表）の世帯数と人口は以下の通りである。
| 丁目         | 世帯数    | 人口    |
| ------------ | --------- | ------- |
| 北馬込一丁目 | 2,006世帯 | 3,257人 |
| 北馬込二丁目 | 2,566世帯 | 4,386人 |
| 計           | 4,572世帯 | 7,643人 |

### 人口の変遷
国勢調査による人口の推移。
| 年                 | 人口  |
| ------------------ | ----- |
| 1995年（平成7年）  | 7,635 |
| 2000年（平成12年） | 7,483 |
| 2005年（平成17年） | 7,460 |
| 2010年（平成22年） | 7,414 |
| 2015年（平成27年） | 7,648 |
| 2020年（令和2年）  | 7,952 |

### 世帯数の変遷
国勢調査による世帯数の推移。
| 年                 | 世帯数 |
| ------------------ | ------ |
| 1995年（平成7年）  | 3,593  |
| 2000年（平成12年） | 3,667  |
| 2005年（平成17年） | 3,798  |
| 2010年（平成22年） | 3,954  |
| 2015年（平成27年） | 4,210  |
| 2020年（令和2年）  | 4,576  |

## 学区
区立小・中学校に通う場合、学区は以下の通りとなる（2023年3月時点）。
| 丁目         | 番地     | 小学校                 | 中学校             |
| ------------ | -------- | ---------------------- | ------------------ |
| 北馬込一丁目 | 全域     | 大田区立馬込第三小学校 | 大田区立貝塚中学校 |
| 北馬込二丁目 | 1〜27番  | 大田区立馬込第三小学校 | 大田区立貝塚中学校 |
| 北馬込二丁目 | 28〜54番 | 大田区立馬込第三小学校 | 大田区立馬込中学校 |

## 事業所
2021年（令和3年）現在の経済センサス調査による事業所数と従業員数は以下の通りである。
| 丁目         | 事業所数  | 従業員数 |
| ------------ | --------- | -------- |
| 北馬込一丁目 | 84事業所  | 1,018人  |
| 北馬込二丁目 | 179事業所 | 1,064人  |
| 計           | 263事業所 | 2,082人  |

### 事業者数の変遷
経済センサスによる事業所数の推移。
| 年                 | 事業者数 |
| ------------------ | -------- |
| 2016年（平成28年） | 272      |
| 2021年（令和3年）  | 263      |

### 従業員数の変遷
経済センサスによる従業員数の推移。
| 年                 | 従業員数 |
| ------------------ | -------- |
| 2016年（平成28年） | 1,702    |
| 2021年（令和3年）  | 2,082    |

## 交通
- 都営地下鉄浅草線：馬込駅
- 東急バス
  - 北馬込一丁目バス停（森02、蒲15）
  - 馬込北台バス停（森02、蒲15）
  - 三本松バス停（森02、蒲15）
  - 馬込第三小学校バス停（森02･06･07･91、蒲15）
  - 夫婦坂バス停（森02･06･07･91、蒲15）
  - 馬込駅前バス停（森02･06･07･08･91、蒲15、反01･02）

## 施設
一丁目
- 大田区立馬込第三小学校
- 北馬込一丁目児童公園

二丁目
- ココス[17]
- 東京イン[18]
- 私立大田こまどり幼稚園
- 警視庁池上警察署三本松交番
- 北馬込わんぱく児童公園
- 天沼児童公園
- 馬込三本松児童公園
- 北馬込寺郷公園
- 宗福寺

## 災害
2002年に発表された第5回の『都内都市計画区域に属する5037地域（丁目）についての地域危険度測定調査結果』によると、北馬込一丁目が「避難危険度5位」、北馬込二丁目が「避難危険度8位」となっている。

## その他

### 日本郵便
- 郵便番号 : 143-0021[2]（集配局 : 大森郵便局[19]）。